# Борисевич, Алексей Иванович
Алексе́й Ива́нович Борисе́вич (25 июня 1880, дер. Соляники, Кореличской волости Новогрудского уезда Минской губернии — 20 ноября 1953, Москва) — русский и советский изобретатель-самоучка, ударник первых пятилеток, стахановец, автор ряда успешных рационализаторских предложений, слесарь в Центральном аэрогидродинамическом институте им. М. Я. Жуковского (ЦАГИ), член КПСС (с 1930 г.), Герой труда (1934).

## Биография
Родился в бедной крестьянской многодетной семье. Проучившись в школе год, был вынужден оставить учёбу и помогать семье (работал пастухом, батраком). С юности начал изобретать (среди ранних изобретений — самокачающаяся колыбель, штамп для штампования клуппов).
В молодом возрасте жил в Варшаве, работал молотобойцем, слесарем в артиллерийских мастерских. В 1918 переехал в Москву, где стал кочегаром и, позже, помощником машиниста в депо на Ярославском вокзале.
С 1926 по 1939 год проработал слесарем в Центральном аэрогидродинамическом институте им. М. Я. Жуковского (ЦАГИ), где в то время изготавливались первые опытные самолёты семейства АНТ. А. И. Борисевич участвовал в монтаже самолёта АНТ-20 («Максим Горький») и АНТ-25, на котором произошёл первый перелёт из СССР в США. Принимал участие в изготовлении первых (золотых) звёзд Кремля.
За все время работы зарекомендовал себя как передовик производства, рационализатор, стахановец с начала стахановского движения.
В начале 1939 года по подозрению в связях с родственниками за границей А. И. Борисевича уволили из ЦАГИ. После присоединения Западной Белоруссии к СССР на предложение вернуться в мастерские ЦАГИ, ответил отказом (одна из вероятных причин — репрессирование сотрудников ЦАГИ, в том числе главного конструктора ЦАГИ Туполева А. Н., под руководством которого А. И. Борисевич долгое время работал).
С 1939 года, в годы Великой Отечественной войны а также после неё А. И. Борисевич работал слесарем на различных предприятиях Москвы.

## Достижения
В период работы в ЦАГИ А. И. Борисевич выделился среди других рабочих, как изобретатель, слесарь высшей квалификации.
Изобретения и рационализаторские предложения А. И. Борисевича были описаны в различных периодических изданиях:
- создал припой для пайки алюминия обычным паяльником[6];

- предложил использование потай-клёпки в самолётостроении[7];

- изобрёл рейсмус-угломер, убирающийся подлокотник для сварщиков, автоматическую зажигалку для аппаратов сварщиков, капусторубку для подшефного колхоза[2].

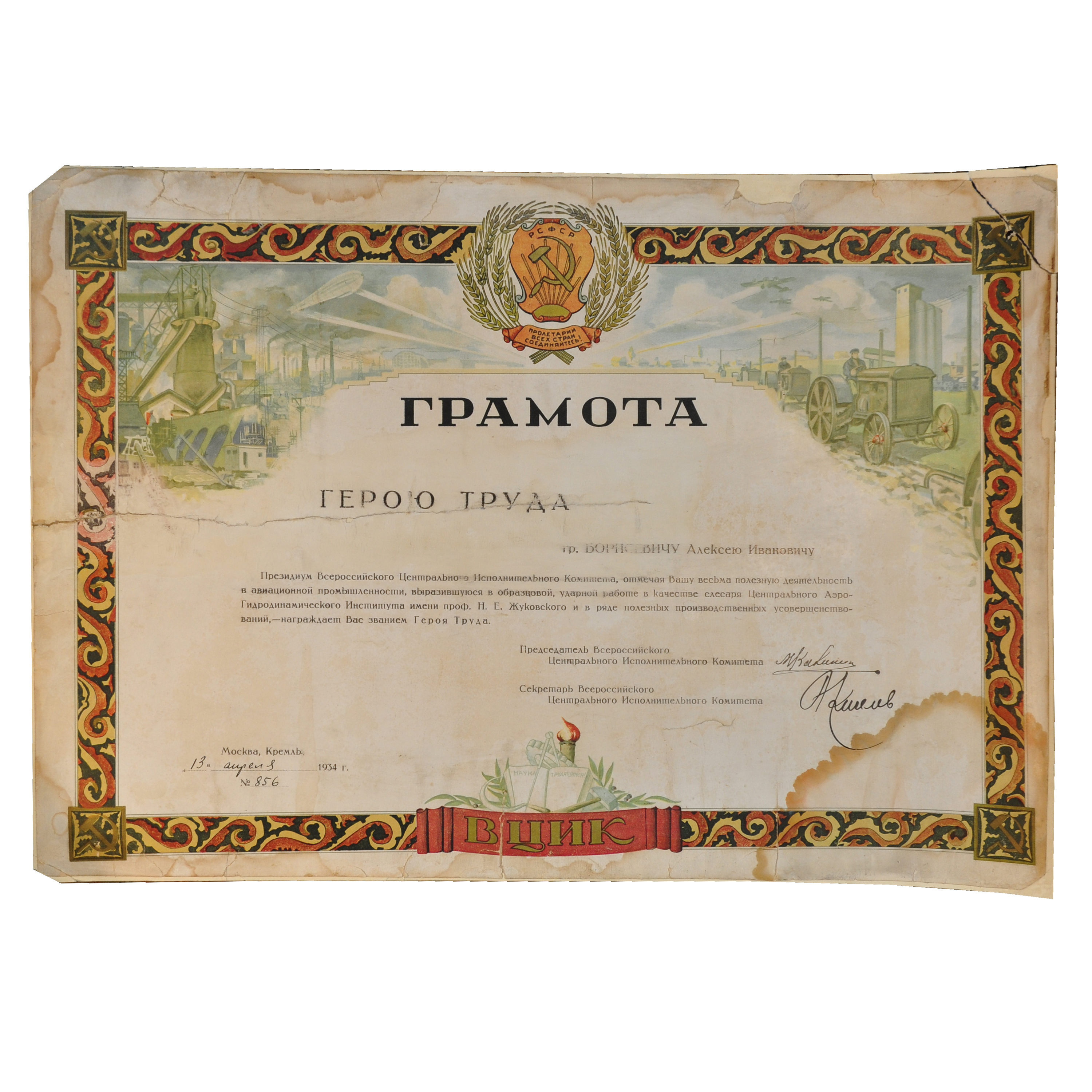
Грамота Герою Труда А. И. Борисевичу

## Награды
- Герой Труда (1934) за «весьма полезную деятельность в авиационной промышленности, выразившуюся в образцовой, ударной работе в качестве слесаря Центрального Аэро-Гидродинамического Института имени проф. Н. Е. Жуковского и в ряде полезных производственных усовершенствований»(из текста грамоты).

- Медаль «За оборону Москвы»[3].

## Семья
Жена — Ксения Ильинична (1898—1983), домашняя хозяйка.
Сын — Валентин Алексеевич Борисевич (1930—2004), советский и белорусский учёный-физик в области ядерной энергетики, лауреат Государственной премии БССР.